# Ndogo (langue)
Le ndogo est une langue oubanguienne parlée par les Ndogo au Soudan du Sud.